# 職業紹介所
職業紹介所（しょくぎょうしょうかいしょ）は、かつて日本に存在した職業紹介事業を行う組織。

## 概要
日本の職業紹介については、明治時代も江戸時代からの流れをくむ営利職業紹介事業が行われてきたが、1906年（明治36年）、救世軍が貧者救済の発想から東京の芝で無料の職業紹介所を開いた。
これが機会となって1911年（明治44年）、東京市が芝と浅草に無料の職業紹介所を開設。1921年（大正10年）には、職業紹介法が制定されて職業紹介所が設置されるようになった。職業紹介所の設置主体は市町村、職業紹介は無料。経費は国が補助を行うこととなった。発足直後には第一次世界大戦後の不況、関東大震災が発生、失業が社会問題化する中で、公設の職業紹介所は国民からの信頼を高めた。
1927年（昭和2年）5月7日、東京市が知識階級を対象とした職業紹介所が本郷元町の平和ハウス内に開設。初日から大学卒業生など200人以上が詰めかける盛況ぶりを見せた。
1930年代後半、戦時色が強まる中で中小商工業者の転業、失業者対策が課題となった。政府は1940年（昭和15年）、職業転換の勧奨、相談指導、就業者の紹介、斡旋等を一体的に行うことを目的に職業紹介所と中央商工相談所を統合、国民職業指導所を設置することを決定。職業紹介所は発展的に解消された。
第二次世界大戦以降は職業安定法に基づき、戦前の公設、無料の思想を引き継ぐ形で公共職業安定所が設置、運営された。